# Francesco Yates
Francesko Yates (* 11. září 1995, Toronto, Kanada) je kanadský popový zpěvák. Nejvíce jej proslavil singl Sugar, kde dělal vokály Robinovi Schulzovi. Yates se krom zpěvu věnuje i hraní na kytaru a na piano.

## Život
Francesco se narodil 11. září 1995 v Torontu v Kanadě. Psaní hudby se začal věnovat již v jedenácti letech. V šestnácti letech podepsal smlouvu s Atlantic Records. Jeho eponymní debutové EP, naplánované na 11. září 2015, bylo vytvořeno v koprodukci s Robinem Hannibalem a Pharrellem. V roce 2015 Yates získal ocenění Heatseeker na Canadian Radio Music Awards.